# Marchouch
Marchouch (franska: Marchouch (CR), Marchouch (Commune Rurale), arabiska: عين العودة (البلدية)) är en kommun i Marocko.   Den ligger i provinsen Khémisset och regionen Rabat-Salé-Kénitra, i den norra delen av landet, 50 km söder om huvudstaden Rabat. Antalet invånare är 11 075.